# An heol a zo glaz
Albums de Tri Yann
Urba Café du bon coin
An heol a zo glaz / Le soleil est vert est le sixième album du groupe Tri Yann, paru en 1981. Deux titres de cet album connaissent un grand succès : Guerre, guerre, vente vent et Si mort a mors. Il aborde surtout le thème écologique avec la longue suite An heol a zo glaz (cinq thèmes différents) qui traite de la lutte contre la construction de la centrale nucléaire de Plogoff (Finistère).

## Titres
| No | Titre | Durée |
| -- | --- | ----- |
| 1. | Guerre, guerre, vente vent (Jean-Paul Jehanno - Tri Yann)                                                                 | 3:34  |
| 2. | Si mort a mors (Traditionnel/Tri Yann)                                                                                    | 3:16  |
| 3. | Suite écossaise : Olivier Jack-Willafjord / Drumdelgie / Elslie marly / Shane's fancy (Traditionnel/Tri Yann)             | 5:23  |
| 4. | Au jardin de mon père, les lilas sont fanés (Traditionnel/Tri Yann)                                                       | 2:59  |
| 5. | Grand bal de Kermaria-an-isquit : Ballade / Psaume / Danse (Traditionnel/Tri Yann)                                        | 5:59  |
| 6. | An heol a zo glaz : Lug / Kan ar kann / Dañs koz / Kan an heol / Dañs nevez (Pierre-Jakez Hélias/Traditionnel - Tri Yann) | 21:27 |

## Musiciens
- Jean Chocun : chant, guitares acoustique et électrique, mandoline
- Jean-Paul Corbineau : chant, guitare acoustique
- Jean-Louis Jossic : chant, bombarde, chalémie, flûtes irlandaises, psaltérion
- Bernard Baudriller : chant, basse, violon, violoncelle, flûtes irlandaises et baroques, dulcimer
- Gérard Goron : chant, batterie, percussions, mandoloncelle, basse
- Christian Vignoles : guitares électrique et acoustique, basse

Avec la participation de :
- Jacques Migaud : claviers
- Jean-Louis Labro : chant
- Joël Cartigny : chant
- Pierre-Yves Calais de la Croix de Beauchêne : chant
- Jean Luc Chevalier : guitare